# Dysdera bottazziae
Dysdera bottazziae là một loài nhện trong họ Dysderidae.
Loài này thuộc chi Dysdera. Dysdera bottazziae được miêu tả năm 1951 bởi Caporiacco.